# Hr.Ms. K VIII (1922)
De Hr.Ms. K VIII was een Nederlandse onderzeeboot van de K VIII-klasse. De boot werd gebouwd om dienst te doen als patrouilleschip voor de Nederlandse koloniën. In 1915 werd de K V III besteld door het Nederlandse ministerie van Koloniën bij de Vlissingense scheepswerf Koninklijke Maatschappij de Schelde.
Op 18 september 1922 begon de K VIII aan de overtocht naar Nederlands-Indië. Tijdens deze overtocht werd de boot vergezeld door de K II en K VII. Deze drie onderzeeboten werden tijdens hun overvaart begeleid door het onderzeebootbevoorradingsschip de Pelikaan. Het konvooi van Pelikaan, K II en K VII vertrok vanuit Den Helder, de K VIII vergezelde het konvooi vanuit de haven van Vlissingen. De overvaart naar Nederlands-Indië bracht dit konvooi langs de volgende havens: Gibraltar, Tunesië, Alexandrië, Aden, Colombo en Sabang. Op 24 december arriveerde de schepen in Tandjong Priok.

## De K VIII tijdens WO II
Op het moment van uitbreken van de oorlog met Japan bevond de K VIII zich in Soerabaja. Daar werd de boot in reserve gehouden. In januari 1942 werd de K VIII weer actief ingezet. De bemanning was afkomstig van de K XIII. Die boot moest door een explosie van batterijen in onderhoud. De K VIII werd gebruikt als doelschip bij ASDIC tests en voor patrouilles in de Javazee en de Straat Madoera. Gedurende deze patrouilles werden er geen aanvallen uitgevoerd op vijandelijke schepen. Na de invasie van Java door de Japanse strijdkrachten vluchtte de K VIII naar Fremantle.
Nadat de K VIII in Fremantle was aangekomen kwam het verzoek om vijftig man onderzeebootpersoneel over te plaatsen naar het Verenigd Koninkrijk om nieuwe onderzeeboten te bemannen. Vanwege de leeftijd en het ontstane gebrek aan een bemanning werd besloten de K VIII op 18 mei 1942 uit dienst te nemen. De batterijen van de K VIII werden later hergebruikt om de defecte batterijen van de K IX te vervangen.